# メメントモリ (ゲーム)
『メメントモリ』（MementoMori）は、バンク・オブ・イノベーションより配信されているスマートフォン（iOS / Android）およびPC向けゲームアプリ。2022年10月18日サービス開始。基本プレイ無料（アイテム課金制）。

## 概要
バンク・オブ・イノベーションの新規IPによるiOS、AndroidおよびPC向けRPG。2021年8月20日に事前登録を開始、2022年10月18日に配信が開始された。リリース後の2週間で、世界での収益は32億円を突破している。
水彩調のグラフィックとキャラクターごとに用意された専用曲 “ラメント” が特徴。日本古来の美的理念「もののあはれ」に象徴される儚さの表現をコンセプトとしている。タイトルの “メメントモリ” は「自分がいつか必ず死ぬことを忘れるな」「人に訪れる死を忘れることなかれ」という意味のラテン語の警句に由来する。
2023年11月、Google Play主催の「Google Play ベスト オブ2023」において、ストーリー部門やエキサイティング部門などの賞を世界18の国と地域にて受賞した。
2024年2月、バンク・オブ・イノベーションから配信されていたアプリ『幻獣契約クリプトラクト』および『ミトラスフィア』とのコラボイベントを開催。それぞれのタイトルからキャラクター「リズ」と「マチルダ」が実装された。

## ストーリー
「神の呪い」と呼ばれる現象によって変貌した世界の中で、呪われた大地を元に戻す力を秘めた杖を継承した主人公が様々な国を巡ってゆく。主人公は花の国と呼ばれるフラン公領の領主であり、特殊な力を持つ少女たちと旅をすることになる。この世界を支配する “聖槍教会” は、そのような少女たちを “魔女” と呼び、世界の災いの元凶であるとして “魔女狩り” を行っている。主人公たちは滅びた世界を救いながら、呪いの獣や聖槍教会とも戦っていくこととなる。

## ゲームシステム
ゲーム開始時のチュートリアル終了以降のストーリーは、メインクエストの進行ではなくキャラクターの入手によって開放される。プレイアブルキャラクターはガチャと呼ばれるランダム型方式によって提供される。入手したキャラクターを強化することで「メモリー」と呼ばれる各キャラクターの過去、および現在における主人公との関わりを閲覧する事が可能となる。メモリーはライブ2Dアニメーションとフルボイスによりキャラクターの独白として演出される。プレイヤーはメモリーを閲覧することで、各キャラクターの視点からストーリーを間接的に追体験する形式となっている。
メインクエスト
ステージごとに配置された敵を倒すことで進行し、大陸の中の様々な国を巡ってゆく。戦闘は自動で行われる。クエストの進行状況と最大24時間の放置時間に応じて獲得量が累積する放置報酬を受け取ることが可能。
試練
PvEコンテンツとしては、ルートを選択して攻略する「時空の洞窟」、階層ごとに配置された敵を倒してゆく「無窮の塔」、キャラクターを所定時間遠征させ報酬を得る「祈りの泉」、他プレイヤーと協力して戦闘する「幻影の神殿」などが実装されている。
PvPコンテンツとしては、他プレイヤーと対戦して順位を競う「バトルリーグ」、バトルリーグの上位プレイヤーのみが参加可能な「レジェンドリーグ」などが実装されている。
ギルド
他プレイヤーと「ギルド」と呼ばれるチームを組むことで各種ギルドコンテンツがプレイ可能となる。ギルドメンバーと共にボスに挑む「ギルドレイド」、他ギルドと対戦してマップ上の拠点を奪い合う「ギルドバトル」、ギルド戦闘力が上位のギルドのみ参加可能な「グランドバトル」などが実装されている。

## 登場人物

### メインキャラクター
イリア
声 - 花澤香菜
主人公が最初に出会う黒髪の少女。幼い頃は「奇跡の子」と呼ばれた。世界が呪いに覆われる前に、体を黒く侵された教皇から “天より降りし星樹 「ティクーンの杖」” を託されていた。旅の末に主人公を杖の継承者として見出し、同行する事となる。“ティクーンの杖” は、“神より賜りし聖架 「ロンギヌスの槍」” とともに2000年の間、聖槍教会に伝わる聖遺物で、世界の終末に目覚める神器とされている。
［神呪の魔女］
主人公と旅を続け、クリファの魔女たちを呪いから解放していった。大空洞の中央、封印の祭壇に辿り着き、悪魔に操られた教皇を救う事に成功する。
しかし、解かれた10の呪いはイリアの中に封じられていただけであった。10の呪いが集まった時、呪いによって作り変えられた彼女の身体を器に、悪魔王が降臨する。一度だけ使える神の奇跡の力で、自らの命を犠牲に悪魔王を滅ぼそうとするが、最後に彼女が願ったのは継承者とともに生きたいという願いだった。
悪魔王をその身に宿したイリアは、世界の最下層にある悪魔たちの玉座を目指す。そこに至った時、彼女は王を封印するか、自分ごと殺すか選択しなくてはならない。神の力を秘する、存在しないはずの「愚かな0番目のクリファの魔女」。
アイリス
声 - 水瀬いのり
フラン公領の貧しい家に生まれた少女。借金取りに身売りされそうになった際に魔女として目覚める。父親が金貨と引き換えに密告した教会から逃げ出し、主人公のもとに数年の間匿われていた。領主である主人公に忠実に従う。
ロザリー
声 - 上坂すみれ
見た目は幼いが “大魔女” とも呼ばる魔女。かつては邪悪の木に住まう悪魔たちを封じるための “ティクーンの杖” の神官であった。200年前の戦いで死に瀕した際、当時の杖の継承者より命を与えられ、年老いない体となった。“ティクーンの杖” は、生命の樹に住む天使により、聖槍教会に授けられたとされている。
モニカ
声 - 会沢紗弥
貧しい農村の出身で、人の世話をするのが好きな少女。侍女になるために都会に出るが、魔女であることを理由に屋敷を追い出される。教会の騎士に連行されてしまうが、主人公たちに助けられ、侍女として仕えることになる。

### クリファの魔女
何者かによって力を暴走させられ、世界に広がる10の呪いの元凶になってしまった10人の魔女たち。全員が守護天使の力を持っている。「呪い」とは天使が司る "世界を護る力" が反転し、"破壊する力" に変わったのものである。ゲーム内ではラメントのタイトルにローマ数字でのナンバリングがされている。
なお、“クリファ”（qlipha、קליפה）とはヘブライ語で「殻」という意味があり、その複数形 “クリフォト”（Qliphoth、קליפות）はカバラの象徴であるセフィロトの下位に位置し、闇の象徴として用いられる。または、生命の樹のセフィラ配置を反転させた、10の悪魔と悪徳を内包した邪悪の樹として考えられることもある。
ナターシャ
声 - 小倉唯
【弔花の魔女】魔女であるために人と関わらず、両親と花々に囲まれて暮らしていた。魔女狩りによって両親を殺され、その悲しみからクリファの魔女となった。その力は暴走し、大地を枯らす花の呪いで国を覆った。
ラメント「X. THE FLOWER」のモチーフはフランス舞曲の「メヌエット」から。
ルナリンド
声 - 本渡楓
【雪幻の魔女】幼い頃に魔女となった妹のソルティーナと二人きりで暮らしていた。妹を魔女狩りから庇うために自身が魔女であると名乗り出る。異端審問官の拷問による苦痛の中で、次第に妹を恨むようになった自分に絶望する。槍を持った女性との出会いを契機に魔女となり、国中を氷で覆った。
ラメント「IX. THE ICE」のモチーフはチャイコフスキー作曲のバレエ音楽「白鳥の湖」から。
ヴァルリーデ
声 - 田中理恵
【劫火の魔女】孤児院の院長。魔女狩りに遭っていた孤児を匿ったことから町の人々に孤児院を焼かれ、子供たちは殺されてしまう。その憎しみから魔女となり町を燃やし尽くした。
ラメント「VIII. THE FIRE」のモチーフはバッハのカンタータ「心と口と行いと生活で」よりコラール「主よ、人の望みの喜びよ」から。
A.A.
声 - 茅原実里
【錆鉄の魔女】魔女を人に戻す研究をしていたメルティーユによって造られたホムンクルスの少女。教皇が協力した魔女化計画により魔女となる。心を持たせる研究の最終段階により、''悲しみ''が暴走。触れる物を錆へと変える呪いにより、王国を滅ぼした。
ラメント「VII. THE RUST」のモチーフはフィンランドの伝統舞曲「イエヴァン・ポルカ」から。
フォルティナ
声 - ゆかな
【聖剣の魔女】聖槍教会のシスター。流行り病に苦しむ人々へ祈っていた中で魔女となる。無二の親友であるフローレンスとともに教皇と謁見するが、教皇の持つ槍の力により操られたフローレンスに災厄の魔女として斬りつけられる。世界に絶望した彼女は穢れた世界を浄化するために魔女の力で裁きを行う。
ラメント「VI. THE SWORD」のモチーフはイスラエルの劇音楽「マイム・マイム」から。
オフィーリア
声 - 石川由依
【骸晶の魔女】ヴァイド王国の女王アムレートに仕える近衛騎士。女王の幼馴染でもある。王城が呪いの獣の群れに襲われた際、教皇の甘言に乗せられ女王を守るための力を欲し、クリファの魔女に覚醒した。骸晶の呪いによって国土を蝕み、狂気に堕ちつつも、かつての誓いに従い女王に討たれる事を望んだ。
ラメント「V. THE CRYSTAL」のモチーフはスペイン発祥のギター曲「愛のロマンス」から。
ケルベロス
声 - 斉藤朱夏
【雷啼の魔女】フェンリルの妹。姉とともに獣に襲われた際、魔女の力に目覚め、雷を放つ。自らの雷によって姉が死んでしまったと思い込み、絶望からクリファの魔女となった。
ラメント「IV. THE THUNDER」のモチーフはホルストの管弦楽曲「惑星」より第4楽章「木星」から。
ルサールカ
声 - 大橋彩香
【天泣の魔女】生まれついての魔女であったために自室に幽閉されていた。実の兄に好意を抱いていたが、村人たちから生贄にされた際、魔女である妹を疎んでいた兄の手によって湖に突き落とされる。深い絶望とともに湖の底で百年間泣き続け、降り止まぬ雨によって国を水没させた。
ラメント「III. THE RAIN」のモチーフはイギリスの伝統バラッド「スカボロー・フェア」から。
アームストロング
声 - 小林ゆう
【英霊の魔女】ガリア王国で魔女を率いて戦う魔女部隊の隊長として、救国の英雄と呼ばれた。第三次南北戦争の終戦間際、自国の裏切りにあい魔法陣によって死にゆく部下たちを苦しみから救うためにその手にかける。クリファの魔女に覚醒し、魔力によって蘇った戦友の英霊を率い、復讐のために王国首都を目指す。
ラメント「II. THE SOUL」のモチーフはラヴェル作曲のバレエ音楽「ボレロ」から。
エルフリンデ
声 - 田村ゆかり
【聖槍の魔女】次期教皇候補として生まれた少女。200年前に世界を滅亡寸前に至らしめ、封印された悪魔を再び封じる使命を持っていたが、傲慢な心の隙を付かれ、逆に悪魔に体を奪われてしまう。魂は抵抗するが、彼女を姉と慕う少年や両親を殺され心が壊される。悪魔となった教皇は魔女狩りを開始し、罪のない少女達を処刑していった。
ラメント「I. THE LANCE」には、クリファの魔女のラメントのうち「III. THE RAIN」を除いた「II. THE SOUL」から「X. THE FLOWER」の8曲がモチーフとして用いられている。

## 楽曲

### タイトルソング
ゲーム開始時のタイトル画面で使用されている曲。2022年12月にはクリスマスアレンジバージョンが公開された。フルバージョンは後述の音楽アルバムに収録。
- Anemone

歌 - 佐々木恵梨、作詞・作曲 - バンク・オブ・イノベーション

### キャラクターソング
登場するキャラクターにはラメントと呼ばれる専用のキャラクターソングが用意されており、平原綾香やDaokoなど様々なアーティストが参加している。
【クリファの魔女】を含めた一部のキャラクターについては、担当声優がラメントの歌唱も行っている。
| 曲名                                                      | 歌唱                 | キャラクター                   | 声優             |
| --------------------------------------------------------- | -------------------- | ------------------------------ | ---------------- |
| 燐光                                                      | Daoko                | イリア                         | 花澤香菜         |
| Allure of the Dark                                        | Daoko                | ［神呪の魔女］イリア           | 花澤香菜         |
| Twilight                                                  | Hakubi               | アイリス                       | 水瀬いのり       |
| Soumatou                                                  | Hakubi               | ［黒鎧の従者］アイリス         | 水瀬いのり       |
| outcry                                                    | あたらよ             | アムレート                     | 種﨑敦美         |
| ラメント                                                  | 山本彩               | ロザリー                       | 上坂すみれ       |
| X. THE FLOWER                                             | 小倉唯               | 【弔花の魔女】ナターシャ       | 小倉唯           |
| うらぎりもの                                              | rionos               | モニカ                         | 会沢紗弥         |
| 世界中のすてきを                                          | 西明日香             | メルティーユ                   | 西明日香         |
| Clockwise                                                 | 松田彩花             | シャーロット                   | 七瀬彩夏         |
| 花の跡                                                    | 如月愛里             | シズ                           | 春咲暖           |
| 熱情のエッダ                                              | みゆはん             | ソーニャ                       | 五十嵐裕美       |
| ポコ・ア・ポコ                                            | ひかり               | ガルム                         | 森永千才         |
| Dokie Doggy Night                                         | +α/あるふぁきゅん。  | モーザ                         | 悠木碧           |
| Summer Flash                                              | +α/あるふぁきゅん。  | ［墓守の夏休み］モーザ         | 悠木碧           |
| 角                                                        | 新妻聖子             | ペトラ                         | 矢野妃菜喜       |
| drowsiness                                                | ヲタみん             | ザラ                           | 富田美憂         |
| 黄昏の踊り場                                              | 柘榴-zakuro-         | ハトホル                       | 岡咲美保         |
| リバーブ                                                  | ダズビー             | プリマヴェーラ                 | 高野麻里佳       |
| まっかっか                                                | 葉月ゆら             | アイビー                       | 古賀葵           |
| Flag                                                      | Wakana               | フローレンス                   | 諏訪彩花         |
| 時の狭間※に流転するマカロン ※D=(いちご/3)px^2の状態を指す | 大原ゆい子           | ソテイラ                       | 井上ほの花       |
| さよなら                                                  | 井上苑子             | フレイシア                     | 堀江由衣         |
| BLUE ROSE                                                 | 春奈るな             | コルディ                       | 洲崎綾           |
| ユリアザミ                                                | 春奈るな             | ［夏の残響］コルディ           | 洲崎綾           |
| Lone Star                                                 | 平原綾香             | ルーク                         | 小清水亜美       |
| 君への帰り道                                              | ナミヒラアユコ       | ディアン                       | 田中美海         |
| Call My Name                                              | 佐々木恵梨           | サブリナ                       | 鬼頭明里         |
| 鼓動ふたつ鳴る前に                                        | 佐々木恵梨           | ［涼風の軍神］サブリナ         | 鬼頭明里         |
| まっすぐ                                                  | 清浦夏実 (TWEEDEES)  | テオドラ                       | 峯田茉優         |
| Étoile                                                    | 霜月はるか           | アモール                       | 加隈亜衣         |
| présent                                                   | 霜月はるか           | ［聖夜の贈り物］アモール       | 加隈亜衣         |
| believe                                                   | 上野優華             | ロキ                           | 櫻庭有紗         |
| Ⅸ. THE ICE                                                | 本渡楓               | 【雪幻の魔女】ルナリンド       | 本渡楓           |
| Liar's Lie                                                | maimie               | トロポン                       | 桑原由気         |
| I Wish                                                    | maimie               | ［聖夜の祈り］トロポン         | 桑原由気         |
| Pray                                                      | MARiA                | オリヴィエ                     | 伊藤美来         |
| Ⅷ. THE FIRE                                               | 田中理恵             | 【劫火の魔女】ヴァルリーデ     | 田中理恵         |
| 12じの鐘がなる                                            | 市ノ瀬加那           | ミミ                           | 市ノ瀬加那       |
| CRYING BLUE                                               | 小林マナ             | チェルナ                       | 小林マナ         |
| 真昼、空にオリオン                                        | ENA                  | リブラ                         | 幸村恵理         |
| Falling Down                                              | mahina               | スクルド                       | 泊明日菜         |
| 篝火                                                      | konoco               | リーン                         | 村上奈津実       |
| Ⅶ. THE RUST                                               | 茅原実里             | 【錆鉄の魔女】A.A.             | 茅原実里         |
| モノクローム                                              | ChouCho              | アリアンロッド                 | 高田憂希         |
| 僕は僕でも僕じゃないかも                                  | くろくも             | カロル                         | 立花日菜         |
| 困惑星旅行                                                | 芹澤優               | ニーナ                         | 芹澤優           |
| 宝物はひとつだけあればいい                                | 鹿乃                 | フェンリル                     | 髙橋ミナミ       |
| Fly Away                                                  | 礼衣 (fromツユ)      | マーリン                       | 逢田梨香子       |
| 怒涛                                                      | 96猫                 | ベル                           | 浅川悠           |
| くま                                                      | コレサワ             | ソルティーナ                   | 南條愛乃         |
| Ⅵ. THE SWORD                                              | ゆかな               | 【聖剣の魔女】フォルティナ     | ゆかな           |
| Ⅳ. THE THUNDER                                            | 斉藤朱夏             | 【雷啼の魔女】ケルベロス       | 斉藤朱夏         |
| 傘はささなくてもいい                                      | 長谷川育美           | ソフィア                       | 長谷川育美       |
| Ⅴ. THE CRYSTAL                                            | 石川由依             | 【骸晶の魔女】オフィーリア     | 石川由依         |
| うたかた                                                  | Haruna               | ウィーラ                       | 前田佳織里       |
| Fine Day                                                  | 平葵                 | レア                           | 上田麗奈         |
| なくしもの                                                | 諸星すみれ           | シフォン                       | 諸星すみれ       |
| Ⅲ. THE RAIN                                               | 大橋彩香             | 【天泣の魔女】ルサールカ       | 大橋彩香         |
| 旅人へ                                                    | まつり               | シヴィ                         | ファイルーズあい |
| Never Ends                                                | EMA                  | アーティ                       | 小原好美         |
| Asking for the Moon                                       | ayaka.               | リシェス                       | 新井里美         |
| Ash Pile                                                  | 天音                 | フィアー                       | Lynn             |
| Ⅱ. THE SOUL                                               | 小林ゆう             | 【英霊の魔女】アームストロング | 小林ゆう         |
| 玩具の呪文                                                | ろん                 | ステラ                         | 青山吉能         |
| 幻月環                                                    | wawa                 | プリシラ                       | 日高里菜         |
| Ⅰ. THE LANCE                                              | 田村ゆかり           | 【聖槍の魔女】エルフリンデ     | 田村ゆかり       |
| By My Side                                                | 大塚理乃             | フェーネ                       | 潘めぐみ         |
| 疎ましい芸術                                              | Lucia                | ギルウィアル                   | 花守ゆみり       |
| No Name                                                   | Es                   | アサヒ                         | 井澤詩織         |
| No Name (English ver.)                                    | ダイアナ・ガーネット | アサヒ                         | 井澤詩織         |

### 音楽アルバム
- メメントモリ Lament Collection Vol.1（2023年10月25日発売、2024年1月17日デジタル配信[28]、バンク・オブ・イノベーション）MEMO-00001

CD6枚組、78曲収録。タイトルソングのフルバージョンと38曲のラメントが日本語歌唱版と英語歌唱版でそれぞれ収録されている。特典としてトレーディングカードとステッカーが封入。
- メメントモリ Original Soundtrack（2024年5月8日デジタル配信、バンク・オブ・イノベーション）

ゲーム内BGM18曲を収録。デジタル音声圧縮による通常版のほか、192kHz/24bitデータでリマスタリングされたハイレゾ版も同時に配信されている。
- メメントモリ Lament Collection Vol.2（2024年10月23日発売、2024年12月25日デジタル配信[32]、バンク・オブ・イノベーション）MEMO-00002

16曲のラメントを収録。特典としてポストカードセット、アクリルスタンド、トレーディングカードが封入される。初回生産分のみゲーム内で限定アイコンが入手可能となるシリアルコードが封入。

## 訴訟
2024年10月21日、バンク・オブ・イノベーションはセガより本作および『幻獣契約クリプトラクト』に関する特許権の侵害を理由とした差止等請求訴訟の提起を受けたことと同日付による訴状の受理を公表した。訴訟内容はセガが所有する5件の特許に対する侵害を理由とした本作に関するゲームプログラムの差止請求ならびに10億円の損害賠償請求とこれに対する遅延損害金請求。バンク・オブ・イノベーション側はセガに対する権利侵害の事実はないと認識しており、訴訟がいかなる結果になったとしても必要な対策等を講じた上で本作のサービスを継続するものしている。